# Montagnea radiosa
Montagnea radiosa är en svampart som först beskrevs av Peter Simon Pallas, och fick sitt nu gällande namn av Šebek 1954. Montagnea radiosa ingår i släktet Montagnea och familjen Agaricaceae.   Inga underarter finns listade i Catalogue of Life.